# مترويد: زيرو ميشن
مترويد: زيرو ميشن أو مترويد: المهمة صفر (بالإنجليزية: Metroid: Zero Mission)‏ هيَ لعبة مغامرات وَأكشن صدرت عام 2004. طورَ اللعبة قسم نينتندو للبحث والتطوير 1 وَنشرتها نينتندو لجهاز غيم بوي أدفانس. زيرو ميشن هيَ استحداثٌ للعبة مترويد الأصلية (1986)، بما أنها تروي نفس القصة من جديد مع رسومات حديثة وأسلوب لعب جديد.

## أسلوب اللعب
تدور أحداث لعبة مترويد المهمة صفر، على كوكب زيبيس، عالم كبير ومفتوح مع مناطق متصلة بالأبواب والمصاعد. يتحكم اللاعب في ساموس أران أثناء سفرها عبر الكهوف والبيئات في الكوكب، مطاردة القراصنة الفضائيين. أثناءَ اللعب، يقوم اللاعب بجمع الترقيات التي تعزز درع ساموس وأسلحتها، بالإضافة إلى منحها قدرات خاصة. تسمح هذه القدرات لساموس بالوصول إلى مناطق لم يكن من الممكن الوصول إليها سابقًا. بحيث يمكن للعبة أن تُلعب بأسلوب لعب متسلسل أو أسلوب لعب غير متسلسل [الإنجليزية]. على سبيل المثال، قد يصادف اللاعب كهوفًا تتجاوز بعض الأقسام، وهو أسلوب يُسمى كسر التسلسل. لحفظ تقدمهم، يمكن للاعبين دخول غرف الحفظ أو مركبة ساموس على كراتيريا. كإعادة تصميم للعبة مترويد، تحمل مترويد المهمة صفر تصميمًا يشبه الأصلي، ويُعيد ظهور ترقيات وعناصر مختلفة من الألعاب السابقة في السلسلة، مع استخدامات وتأثيرات وَمظاهِر مماثلة. ومع ذلك، تضيف اللعبة عناصر، ومناطق، ووحوش صغيرة، بالإضافة إلى منطقة جديدة تُسمى تشوزوديا.
تعتبر المهمة صفر أول لعبة في سلسلة مترويد التي تتضمن جزءًا يتحكم فيه اللاعب في ساموس بدون بدلتها القوية. في هذا الجزء من اللعبة، تكون ساموس أكثر عرضة للأذى، ويتوجب عليها الزحف من خلال الأنابيب على يديها وركبتيها بدون مساعدة الكرة المتحولة (نقحرة: مورف بال)، ولديها مسدس ضعيف لا يعمل إلا على صرع أعدائها بشكل مؤقت كسلاحها الوحيد. تظل ساموس تحتفظ بجميع خزانات الطاقة التي اكتسبتها سابقًا.
عندَ اكتمال اللعبة تظهر نسخة محاكاة للعبة مترويد الأصلية. تسمح المهمة صفر للاعبين بفتح معرض الصور للعبة مترويد فيوشن عن طريق الربط بين خرطوشة المهمة صفر وَفيوشن عبر كابل توصيل الألعاب [الإنجليزية] للغيم بوي أدفانس.

## روابط خارجية
- مترويد: زيرو ميشن على موبي غيمز
- مترويد: زيرو ميشن على موقع نينتندو